# Grammy Latino de melhor álbum de rock ou música alternativa em língua portuguesa
O Grammy Latino de Melhor Álbum de Rock ou Música Alternativa em Língua Portuguesa (intitulada de Melhor Álbum Brasileiro de Rock entre 2000 a 2015), é uma condecoração apresentada no Grammy Latino, um prêmio estabelecido em 2000 e entregue pela Academia Latina da Gravação para as melhores produções da indústria fonográfica latino-americana de determinado ano. As várias categorias são apresentadas anualmente pela National Academy of Recording Arts and Sciences dos Estados Unidos.
O primeiro prêmio foi atribuído em 2000 a banda Os Paralamas do Sucesso por seu terceiro álbum ao vivo — Acústico MTV (1999). De acordo com o guia de descrição de categorias do Grammy Latino; rock é aquilo que se destaca mais pela atitude irreverente/rebelde do que por seguir regras ou padrões, e inclui estilos e subestilos como: blues, rock and roll, metal, punk, hard rock e grunge, entre outros.
Quanto à música alternativa, é tudo aquilo que se destaca por sua abordagem vanguardista e experimental, podendo utilizar novas tecnologias e novas técnicas de produção, como elementos de rock, pop, R&B, dance, folk, reggae, ska, eletronica, hip-hop e até estilos de música clássica. O prêmio é entregue ao artista cujo álbum em português apresente vocais ou instrumentais de rock ou alternativo com pelo menos 51% de tempo de reprodução de música recém-gravada.
Os Paralamas do Sucesso detém os recordes de mais vitórias, tendo ganho três prêmios em quatro indicações. Enquanto a banda Charlie Brown Jr. é o único ato a ser indicado seis vezes, possuindo apenas duas vitórias. Houve dois casos em que o prêmio foi entregue para um álbum de dois artistas ou grupos no mesmo ano: em 2009, a banda NX Zero recebeu o troféu pelo disco Agora assim como os Titãs por Sacos Plásticos e novamente em 2016, onde o grupo Scalene e o cantor Ian Ramil, dividiram a conquista pelos discos Éter e Derivacivilização, respectivamente. A cantora Pitty detém o recorde de mais indicações sem vitórias, com quatro.

## Vencedores e indicados
| Ano            | Artista(s)              | Álbum                                   | Nomeados | Ref.           |
| Década de 2000 | Década de 2000          | Década de 2000                          | Década de 2000 | Década de 2000 |
| -------------- | ----------------------- | --------------------------------------- | --- | -------------- |

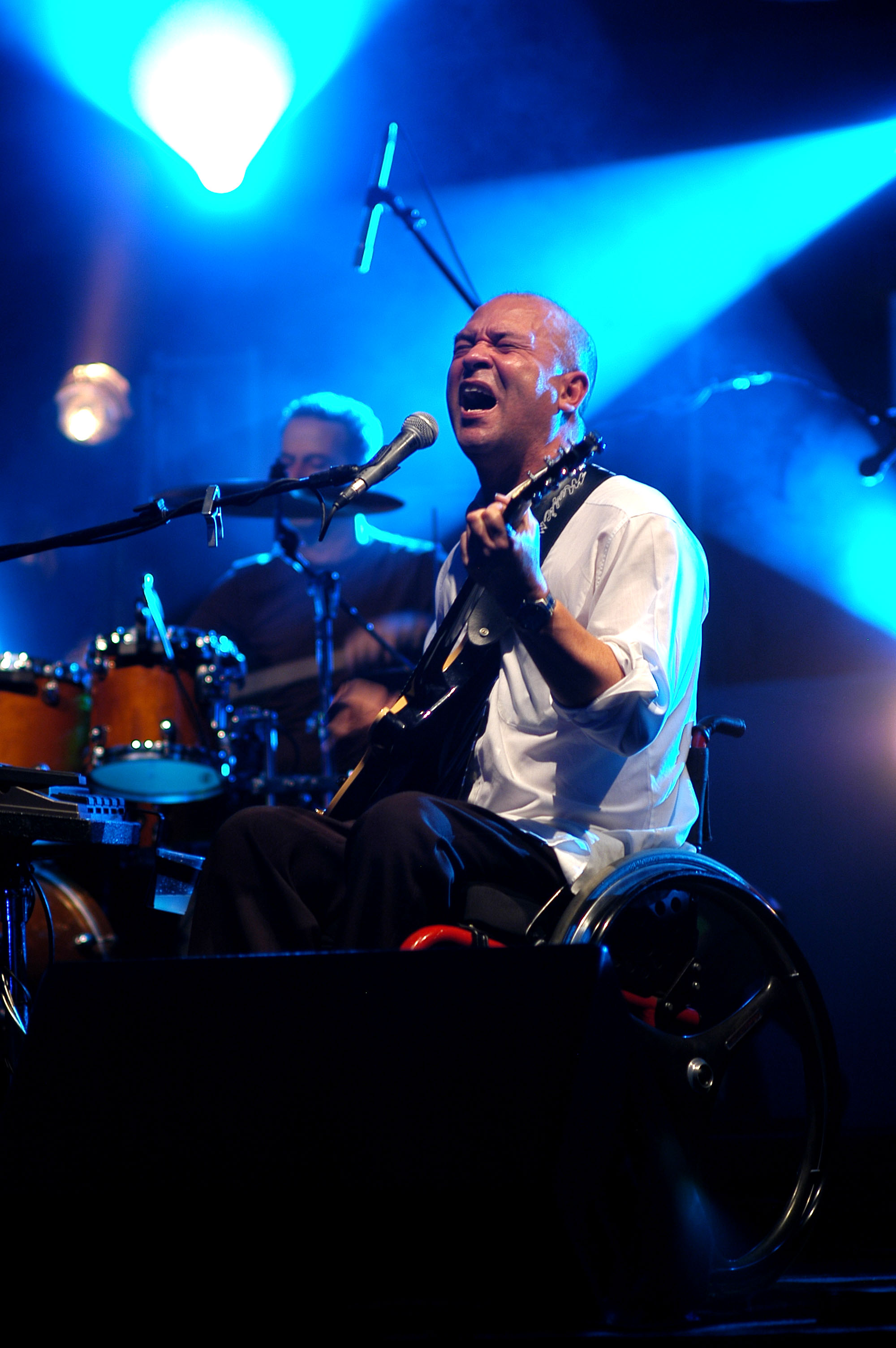
Com três prêmios, Os Paralamas do Sucesso detêm o maior número de vitórias entre qualquer outro artista.

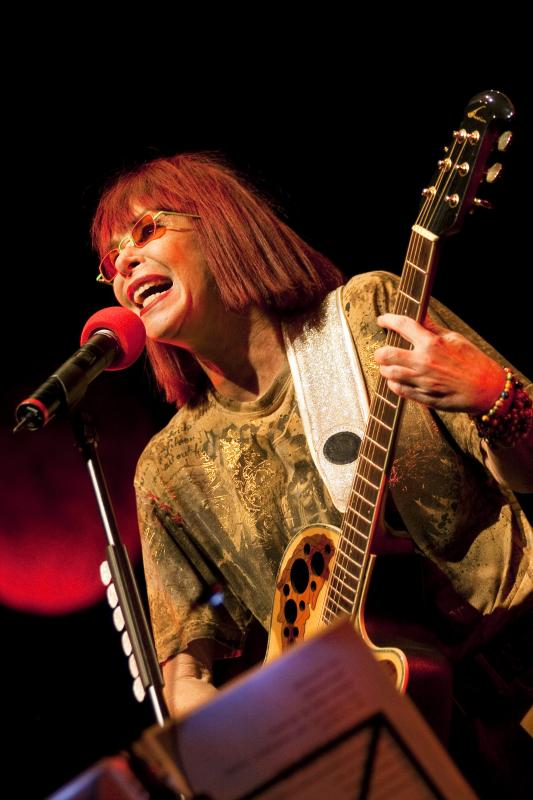
Rita Lee conquistou a condecoração em 2001 por seu vigésimo nono álbum de estúdio, 3001.

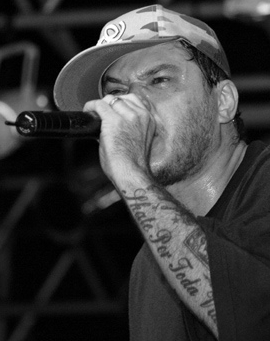
Chorão vocalista da banda vencedora de 2005 e 2010, Charlie Brown Jr..

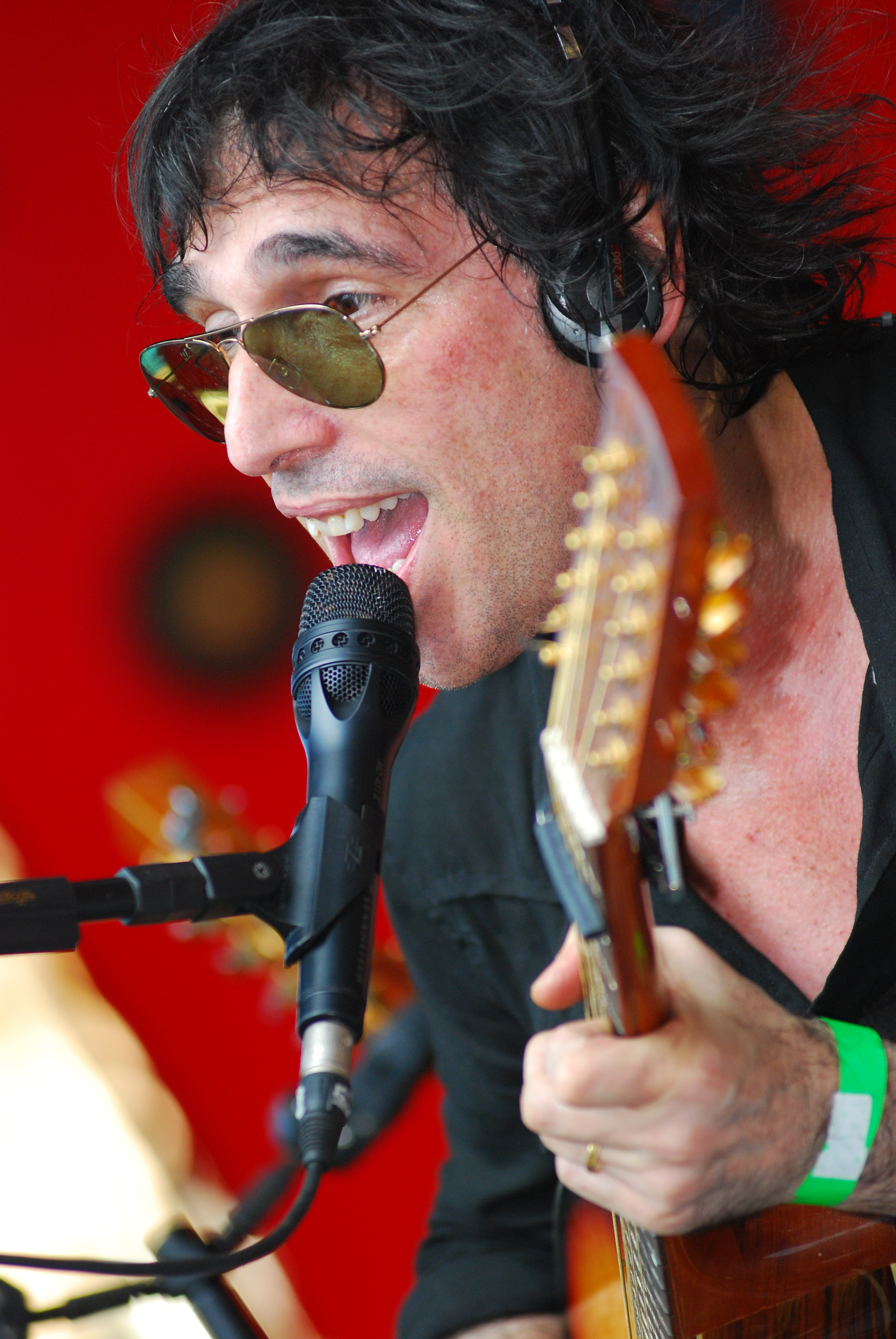
Lobão recebeu o prêmio em 2007, com o álbum MTV Ao Vivo.

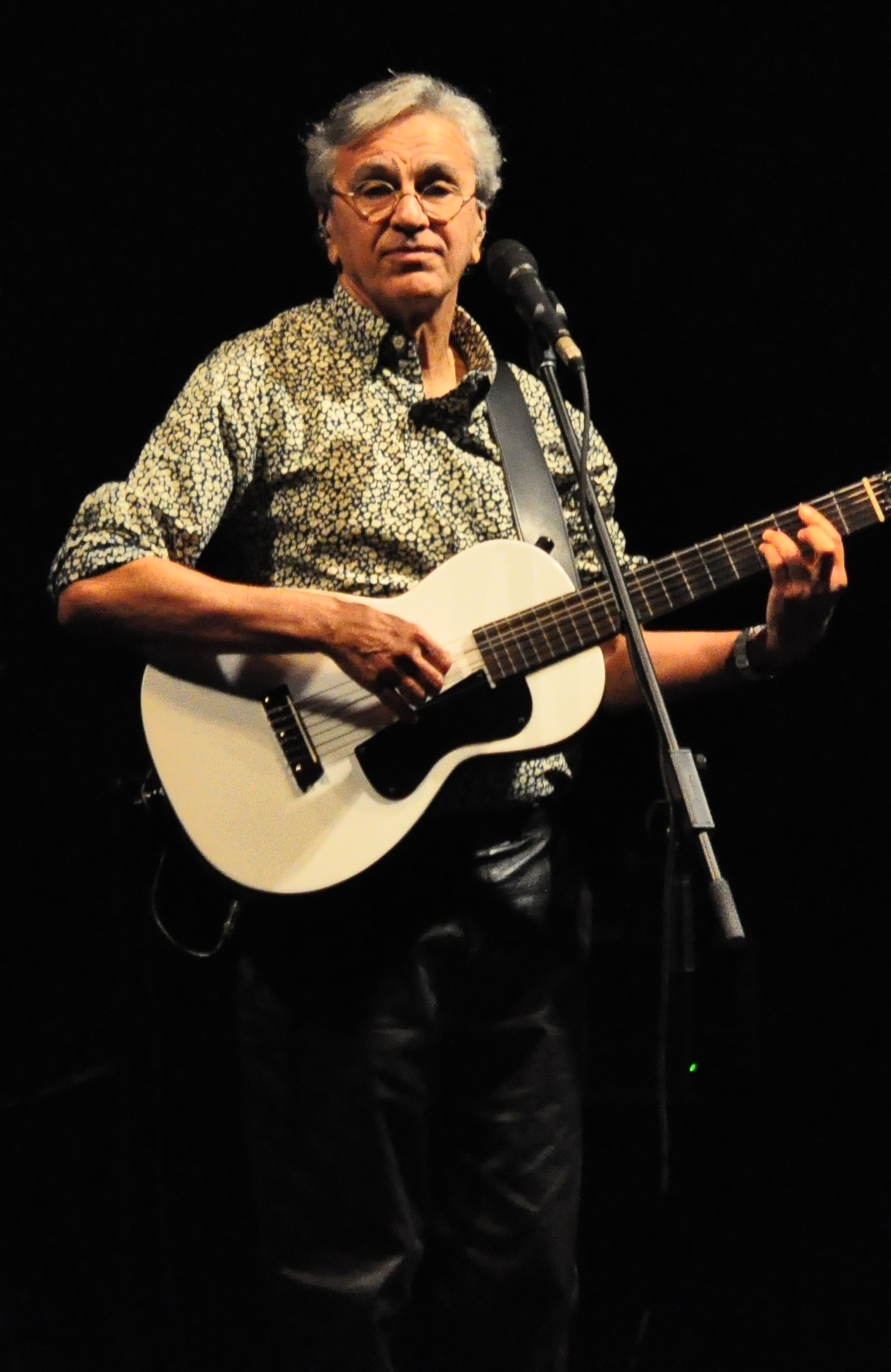
Caetano Veloso vencedor do prêmio em 2011 pelo álbum MTV ao Vivo: Zii e Zie.

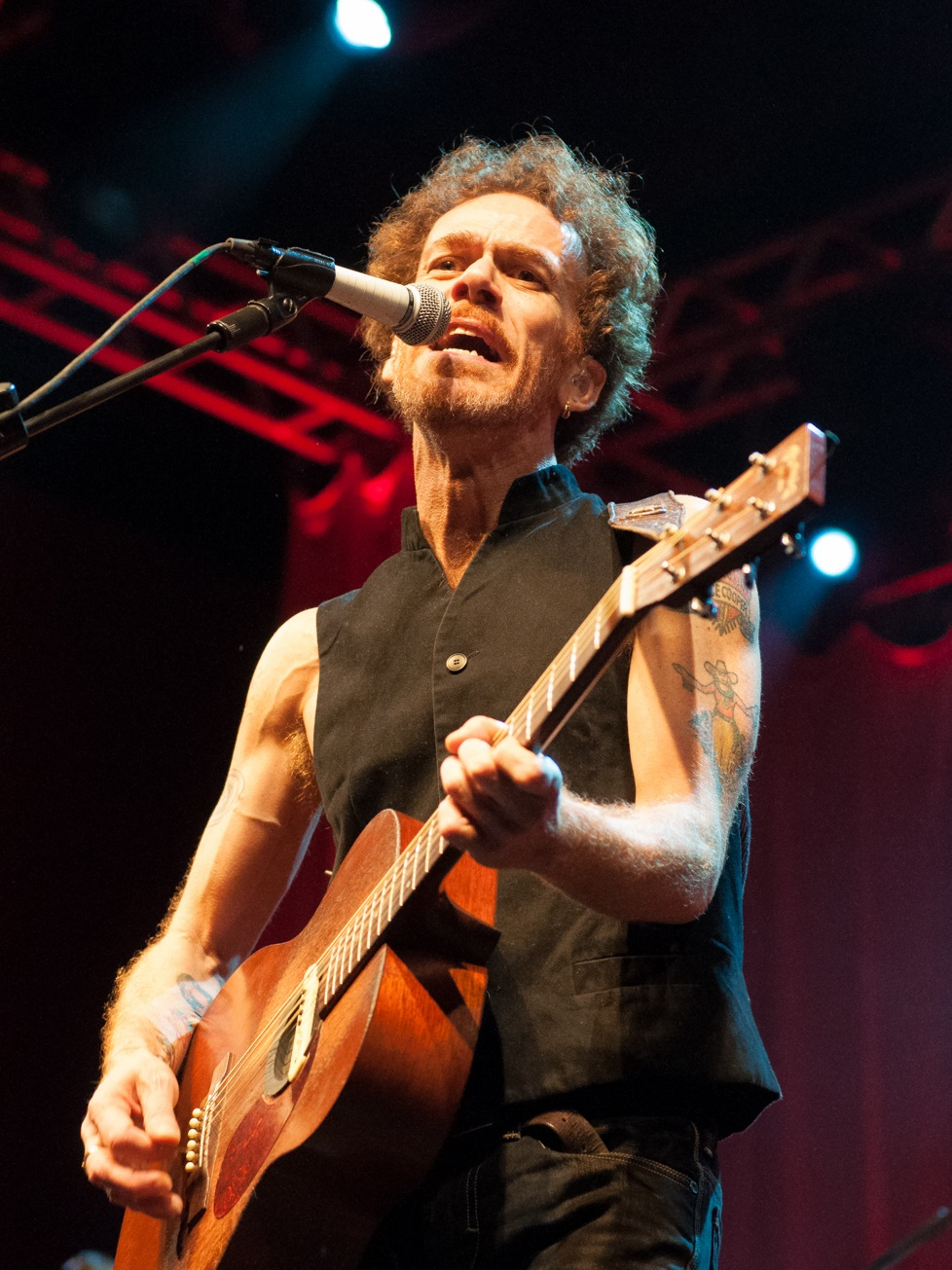
O vencedor do prêmio em 2017, Nando Reis.

| 2000           | Os Paralamas do Sucesso | Acústico MTV                            | - Cássia Eller — Com Você... Meu Mundo Ficaria Completo - Legião Urbana — Acústico MTV - Los Hermanos — Los Hermanos - Raimundos — Só no Forevis                                         | [ 2 ]          |
| 2001           | Rita Lee                | 3001                                    | - Charlie Brown Jr. — Nadando com os Tubarões - Cidade Negra — Enquanto o Mundo Gira - Pavilhão 9 — Reação - Wilson Sideral — Na Paz                                                     | [ 3 ]          |
| 2002           | Cássia Eller            | Acústico MTV                            | - Arnaldo Antunes — Paradeiro - CPM 22 — CPM 22 - Roberto Frejat — Amor pra Recomeçar - Los Hermanos — Bloco do Eu Sozinho                                                               | [ 4 ]          |
| 2003           | Os Paralamas do Sucesso | Longo Caminho                           | - Capital Inicial — Rosas e Vinho Tinto - Charlie Brown Jr. — Bocas Ordinárias - CPM 22 — Chegou a Hora de Recomeçar - Cássia Eller — Dez de Dezembro - Nação Zumbi — Nação Zumbi        | [ 5 ]          |
| 2004           | Skank                   | Cosmotron                               | - Roberto Frejat — Sobre Nós Dois e o Resto do Mundo - Los Hermanos — Ventura - Os Paralamas do Sucesso — Uns Dias ao Vivo - Pitty — Admirável Chip Novo                                 | [ 6 ]          |
| 2005           | Charlie Brown Jr.       | Tamo Aí na Atividade                    | - Barão Vermelho — Barão Vermelho - Leela — Leela - Tianastácia — Ao Vivo | [ 7 ]          |
| 2006           | Os Paralamas do Sucesso | Hoje                                    | - Barão Vermelho — \|MTV Ao Vivo - Charlie Brown Jr.— Imunidade Musical - O Rappa — Acústico MTV - Nando Reis — Sim e Não                                                                | [ 8 ]          |
| 2007           | Lobão                   | Acústico MTV                            | - Capital Inicial — Eu Nunca Disse Adeus - CPM 22 — MTV ao Vivo - Os Mutantes — Ao Vivo - Barbican Theatre, Londres 2006 - NX Zero — NX Zero                                             | [ 9 ]          |
| 2008           | CPM 22                  | Cidade Cinza                            | - Charlie Brown Jr. — Ritmo, Ritual e Responsa - Detonautas Roque Clube — O Retorno de Saturno - Nação Zumbi — Fome de Tudo - Pitty — {Des}Concerto ao Vivo                              | [ 10 ]         |
| 2009           | NX Zero                 | Agora                                   | - Cachorro Grande — Cinema - Erasmo Carlos — Rock 'n' Roll - Zé Ramalho — Zé Ramalho Canta Bob Dylan - Tá Tudo Mudando                                                                   | [ 11 ]         |
| 2009           | Titãs                   | Sacos Plásticos                         | - Cachorro Grande — Cinema - Erasmo Carlos — Rock 'n' Roll - Zé Ramalho — Zé Ramalho Canta Bob Dylan - Tá Tudo Mudando                                                                   | [ 11 ]         |
| Década de 2010 |                         |                                         | |                |
| 2010           | Charlie Brown Jr.       | Camisa 10 Joga Bola Até na Chuva        | - Capital Inicial — Das Kapital - Andreas Kisser — Hubris I & II - Nasi — Vivo na Cena - NX Zero — Sete Chaves                                                                           | [ 12 ]         |
| 2011           | Caetano Veloso          | MTV ao Vivo: Caetano Veloso - Zii e Zie | - Fresno — Revanche - Os Mutantes — Haih or Amortecedor - Pitty — A Trupe Delirante no Circo Voador - Plebe Rude — Rachando Concreto: Ao Vivo em Brasília                                | [ 13 ]         |
| 2012           | Beto Lee                | Celebração & Sacrifício                 | - CPM 22 — Depois de um Longo Inverno - Ira! e Ultraje a Rigor — Ao Vivo no Rock in Rio - NX Zero — Multishow ao Vivo: NX Zero - 10 Anos - RPM — Elektra                                 | [ 14 ]         |
| 2013           | Jota Quest              | Ao Vivo no Rock in Rio                  | - Nevilton —Sacode! - Nando Reis e Os Infernais — Sei - Vespas Mandarinas — Animal Nacional - Vowe — Nossa Verdade                                                                       | [ 15 ]         |
| 2014           | Erasmo Carlos           | Gigante Gentil                          | - Charlie Brown Jr. — La Familia 013 - O Rappa — Nunca Tem Fim... - Nando Reis e Os Infernais — Sei, Como Foi Em BH - Titãs — Nheengatu                                                  | [ 16 ]         |
| 2015           | Suricato                | Sol-Te                                  | - Banda do Mar — Banda do Mar - Humberto Gessinger — Insular ao Vivo - Malta — Supernova - Pato Fu — Não Pare Pra Pensar                                                                 | [ 17 ]         |
| 2016           | Scalene                 | Éter                                    | - Boogarins — Manual - Jay Vaquer — Canções de Exílio - Versalle — Distante em Algum Lugar                                                                                               | [ 18 ]         |
| 2016           | Ian Ramil               | Derivacivilização                       | - Boogarins — Manual - Jay Vaquer — Canções de Exílio - Versalle — Distante em Algum Lugar                                                                                               | [ 18 ]         |
| 2017           | Nando Reis              | Jardim-Pomar                            | - Metá Metá — MM3 | [ 19 ]         |
| 2018           | Lenine                  | Em Trânsito                             | - Jay Vaquer — Ecos do Acaso e Casos de Caos | [ 20 ]         |
| 2019           | BaianaSystem            | O Futuro Não Demora                     | - The Baggios — Vulcão - Chal — O Céu Sobre a Cebeça - Liniker e os Caramelows — Goela Abaixo - Pitty — Matriz                                                                           | [ 21 ]         |
| Década de 2020 |                         |                                         | |                |
| 2020           | Emicida                 | AmarElo                                 | - Ana Frango Elétrico — Little Electric Chicken Heart - Letrux — Letrux aos Prantos - Rapadura — Universo do Canto Falado - Suricato — Na Mão as Flores                                  | [ 22 ]         |
| 2021           | A Cor do Som            | Álbum Rosa                              | - André Abujamra - Emidoinã - BaianaSystem - Oxeaxeexu - Marcelo D2 - Assim Tocam Meus Tambores - Scalene - Fôlego - Velhas Virgens - O Bar me Chama                                     |                |
| 2022           | Erasmo Carlos           | O futuro pertence à... Jovem Guarda     | - Baco Exu do Blues - QVVJFA? - Criolo - Sobre viver - Lagum - Memórias (de onde eu nunca fui) - Juçara Marçal - Delta estácio blues                                                     | [ 23 ]         |
| 2023           | Planet Hemp             | Jardineiros                             | - Lô Borges - Não Me Espere Na Estação - Rachel Reis - Meu Esquema - Tulipa Ruiz - Habilidades Extraordinárias - Titãs - Olho Furta-Cor                                                  |                |
| 2024           | Erasmo Carlos           | Erasmo Esteves                          | - No Rastro de Catarina – Cátia de França - Me Chama de Gato Que Eu Sou Sua – Ana Frango Elétrico - Ontem Eu Tinha Certeza (Hoje Eu Tenho Mais) – Jovem Dionisio - Lagum Ao Vivo – Lagum | [ 24 ]         |

## Resumo

### Múltiplas vitórias
- Os Paralamas do Sucesso – 3
- Charlie Brown Jr. – 2
- Erasmo Carlos – 2

### Múltiplas indicações
- Charlie Brown Jr. – 6
- CPM 22 – 5
- Nando Reis – 4
- NX Zero – 4
- Os Paralamas do Sucesso – 4
- Pitty – 4
- Capital Inicial – 3
- Cássia Eller – 3
- Erasmo Carlos – 3
- Los Hermanos – 3
- Titãs – 3
- Barão Vermelho – 2
- Nação Zumbi – 2
- Jay Vaquer – 2
- O Rappa – 2
- Os Mutantes – 2
- Os Infernais – 2
- Roberto Frejat – 2
- The Baggios – 2